# Мењам жену (Србија)
Мењам жену је српска верзија британске ријалити-емисије Мењам жену (енгл. Wife Swap) која се емитовала од 23. јула 2006. до септембра 2015. на телевизији Пинк и телевизији Хепи.
Мењам жену се емитовала у два наврата, први пут од 23. јула 2006. до 6. септембра 2011. на телевизији Пинк а затим је од 9. јула 2013. до септембра 2015. репризно емитована на телевизији Хепи. Продукцију емисије радила је Емошон продукција.

## Радња
Током прве недеље, жена се мора прилагодити задацима и стилу живота који је направила жена коју она мења. Свака жена објашњава задатке које друга мора испунити као и породичне обавезе.
Током друге недеље, новим женама је допуштено да напишу своја нова правила, док се њихове нове породице морају прилагодити новим правилима која су постављена. Обично треба више времена породицама како би се навикли на нови начин живота, док жене бирају суму новца коју ће добити и касније потрошити са својом породицом.
Након две недеље, два пара се први пут срећу сви заједно, док жене заједно са мужевима разговарају о томе како су се осећали током периода док су били раздвојени. Ово често проузрокује личне увреде као и физичко насиље које се десило минимално двапут. Али на крају обе породице појасне нову лекцију коју су научили. Неколико недеља касније камере се врате како би снимили промене које су се десиле након промене жена.